# Jan Saidl
Jan Saidl (* 21. září 1970) je bývalý český fotbalista, útočník.

## Fotbalová kariéra
1. ligu hrál za Spartu Praha, Hradec Králové, Duklu Praha, České Budějovice a Duklu Příbram.
Se Spartou získal dvakrát mistrovský titul, v nejvyšší soutěži nastoupil ve 177 zápasech, vstřelil 37 branek (do 1992/1993: 48/10, od 1993/1994: 129/27). Dvakrát se mu podařilo docílit hattricku (jednou v československé a jednou v české lize): v sobotu 21. listopadu 1992 vstřelil Na Julisce všechny branky Dukly při nečekané výhře nad Slovanem Bratislava v poměru 3:2 (obě branky Slovanu dal Štefan Maixner), v pátek 24. listopadu 1995 – tedy o 3 roky a 3 dny později – byl jediným střelcem domácích Českých Budějovic v nerozhodném zápase s Chebem (3:3).
Na podzim 1989 odehrál 3 zápasy v Poháru mistrů evropských zemí.
- Prvoligový debut: 24. kolo, čtvrtek 20. dubna 1989, Rudá hvězda Cheb – Sparta ČKD Praha 0:2 (0:0)
- 1. prvoligový gól (ve 22. startu): 19. kolo, neděle 22. března 1992, Inter Bratislava – Dukla Praha 0:2 (0:0)
- Poslední prvoligový gól (ve 170. startu): 20. kolo, neděle 21. března 1999, Teplice – České Budějovice 2:3 (0:2)
- Prvoligová derniéra (ve 177. startu): 30. kolo, neděle 30. května 1999, Slovan Liberec – Dukla Příbram 4:0 (2:0)

Ve druhé lize dal 16 branek za Kladno (5 na jaře 1994 a 11 na podzim 1994), posledních 5 startů ve 2. nejvyšší soutěži si připsal v dresu FC MUS Most 1996 na podzim 1999.
Hrál také za Vyšehrad (jaro 2000 – 2001 a jaro 2003), Sadskou (2001–2002), v Rakousku (podzim 2002), Měchenicích (2003–2009) a Dolních Břežanech (2009/2010: 23/13, podzim 2010: 11/9).

## Ligová bilance
| Ročník                                     | Zápasy | Góly | Klub                       |
| ------------------------------------------ | ------ | ---- | -------------------------- |
| 1. československá fotbalová liga 1988/1989 | 1      | 0    | TJ Sparta ČKD Praha        |
| 1. československá fotbalová liga 1989/1990 | 3      | 0    | TJ Sparta ČKD Praha        |
| 1. československá fotbalová liga 1990/1991 | 10     | 0    | SKP Spartak Hradec Králové |
| 1. československá fotbalová liga 1990/1991 | 4      | 0    | ASVS Dukla Praha           |
| 1. československá fotbalová liga 1991/1992 | 8      | 1    | FC Dukla Praha             |
| 1. československá fotbalová liga 1992/1993 | 22     | 9    | FC Dukla Praha             |
| 1. česká fotbalová liga 1993/1994          | 11     | 1    | FC Dukla Praha             |
| 2. česká fotbalová liga 1993/1994          | -      | 5    | 1. FC Terrex Kladno        |
| 2. česká fotbalová liga 1994/1995          | -      | 11   | 1. FC Terrex Kladno        |
| 1. česká fotbalová liga 1994/1995          | 16     | 1    | SK České Budějovice JČE    |
| 1. česká fotbalová liga 1995/1996          | 30     | 11   | SK České Budějovice JČE    |
| 1. česká fotbalová liga 1996/1997          | 29     | 11   | SK České Budějovice JČE    |
| 1. česká fotbalová liga 1997/1998          | 25     | 1    | SK České Budějovice JČE    |
| 1. česká fotbalová liga 1998/1999          | 18     | 2    | FC Dukla Příbram           |
| 2. česká fotbalová liga 1999/2000          | 5      | 0    | FC MUS Most 1996           |
| Česká fotbalová liga 2000/2001             | -      | 17   | SKO Slavoj Vyšehrad        |
| CELKEM 1. liga                             | 177    | 37   |                            |